# Regiunea Los Lagos

Regiunea Los Lagos

Regiunea Los Lagos (spaniolă Región de Los Lagos) este a zecea dintre cele 15 regiuni administrative din Chile. De aceea se mai folosesc și denumirile „X. Región de Los Lagos” și „10 Región de Los Lagos”. Capitala regiunii este orașul Puerto Montt.

## Subdiviziuni administrative
| Diviziunea politică și administrativă din Regiunea Los Lagos | Diviziunea politică și administrativă din Regiunea Los Lagos |                         |
| --- | ------------------------------------------------------------ | ----------------------- |
| \| Provincia \| Capitala \| Oraș \| \| ---------- \| ------------ \| ----------------------- \| \| Chiloé \| Castro \| 1 Ancud \| \| Chiloé \| Castro \| 2 Castro \| \| Chiloé \| Castro \| 3 Chonchi \| \| Chiloé \| Castro \| 4 Curaco de Vélez \| \| Chiloé \| Castro \| 5 Dalcahue \| \| Chiloé \| Castro \| 6 Puqueldón \| \| Chiloé \| Castro \| 7 Queilén \| \| Chiloé \| Castro \| 8 Quemchi \| \| Chiloé \| Castro \| 9 Quellón \| \| Chiloé \| Castro \| 10 Quinchao \| \| Llanquihue \| Puerto Montt \| 11 Calbuco \| \| Llanquihue \| Puerto Montt \| 12 Cochamó \| \| Llanquihue \| Puerto Montt \| 13 Fresia \| \| Llanquihue \| Puerto Montt \| 14 Frutillar \| \| Llanquihue \| Puerto Montt \| 15 Llanquihue \| \| Llanquihue \| Puerto Montt \| 16 Los Muermos \| \| Llanquihue \| Puerto Montt \| 17 Maullín \| \| Llanquihue \| Puerto Montt \| 18 Puerto Montt \| \| Llanquihue \| Puerto Montt \| 19 Puerto Varas \| \| Osorno \| Osorno \| 20 Osorno \| \| Osorno \| Osorno \| 21 Puerto Octay \| \| Osorno \| Osorno \| 22 Purranque \| \| Osorno \| Osorno \| 23 Puyehue \| \| Osorno \| Osorno \| 24 Río Negro \| \| Osorno \| Osorno \| 25 San Juan de la Costa \| \| Osorno \| Osorno \| 26 San Pablo \| \| Palena \| Chaitén \| 27 Chaitén \| \| Palena \| Chaitén \| 28 Futaleufú \| \| Palena \| Chaitén \| 29 Hualaihué \| \| Palena \| Chaitén \| 30 Palena \| |                                                              |                         |
| Provincia | Capitala                                                     | Oraș                    |
| Chiloé | Castro                                                       | 1 Ancud                 |
| Chiloé | Castro                                                       | 2 Castro                |
| Chiloé | Castro                                                       | 3 Chonchi               |
| Chiloé | Castro                                                       | 4 Curaco de Vélez       |
| Chiloé | Castro                                                       | 5 Dalcahue              |
| Chiloé | Castro                                                       | 6 Puqueldón             |
| Chiloé | Castro                                                       | 7 Queilén               |
| Chiloé | Castro                                                       | 8 Quemchi               |
| Chiloé | Castro                                                       | 9 Quellón               |
| Chiloé | Castro                                                       | 10 Quinchao             |
| Llanquihue | Puerto Montt                                                 | 11 Calbuco              |
| Llanquihue | Puerto Montt                                                 | 12 Cochamó              |
| Llanquihue | Puerto Montt                                                 | 13 Fresia               |
| Llanquihue | Puerto Montt                                                 | 14 Frutillar            |
| Llanquihue | Puerto Montt                                                 | 15 Llanquihue           |
| Llanquihue | Puerto Montt                                                 | 16 Los Muermos          |
| Llanquihue | Puerto Montt                                                 | 17 Maullín              |
| Llanquihue | Puerto Montt                                                 | 18 Puerto Montt         |
| Llanquihue | Puerto Montt                                                 | 19 Puerto Varas         |
| Osorno | Osorno                                                       | 20 Osorno               |
| Osorno | Osorno                                                       | 21 Puerto Octay         |
| Osorno | Osorno                                                       | 22 Purranque            |
| Osorno | Osorno                                                       | 23 Puyehue              |
| Osorno | Osorno                                                       | 24 Río Negro            |
| Osorno | Osorno                                                       | 25 San Juan de la Costa |
| Osorno | Osorno                                                       | 26 San Pablo            |
| Palena | Chaitén                                                      | 27 Chaitén              |
| Palena | Chaitén                                                      | 28 Futaleufú            |
| Palena | Chaitén                                                      | 29 Hualaihué            |
| Palena | Chaitén                                                      | 30 Palena               |